# Weyher in der Pfalz

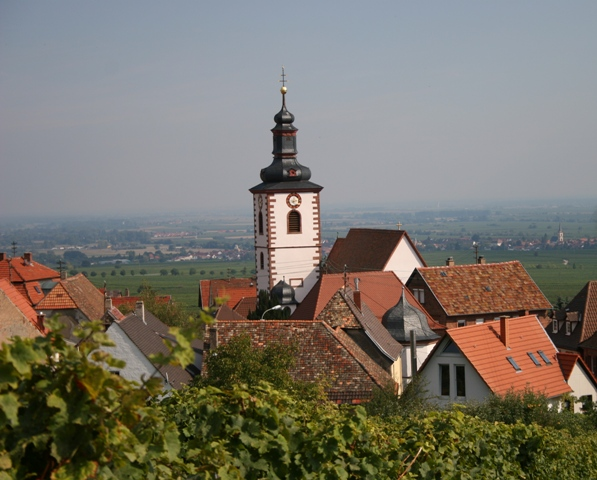
Zicht op de dorpskern van Weyher en de Rijnvallei

Het wapen van Weyher

Weyher in der Pfalz is een deelgemeente van de verbandsgemeinde Edenkoben in de deelstaat Rijnland-Palts in Duitsland, Landkreis Südliche Weinstraße.
De gemeente ligt aan de Haardtrand, aan de voet van de 618 m hoge Blätterberg, aan het begin van het Modenbachdal.
Weyher in der Pfalz telt 533 inwoners en heeft een oppervlakte van 5,16 km².
Weyher wordt voor het eerst vermeld in de zogenaamde "Lorscher Codex" uit het jaar 777.
Toch moet de plaats in de Romeinse tijd al bewoond geweest zijn. Getuigen hiervan zijn archeologische vondsten zoals grafstenen en de grondmuren van een Romeinse villa die als 1e eeuw v.Chr. tot 2e eeuw n.C. gedateerd werden.
De gemeentenaam zou ook van het Latijnse "Villa" afgeleid zijn.
Bijna duizend jaar behoorde Weyher tot het bezit van de bisschoppen van Speyer. Eerst toen de Europese landkaart door toedoen van Napoleon hertekend werd ging de gemeente in Franse, later Duits-Oostenrijkse en daarna Beierse hand over. Sinds de oprichting van de Bondsrepubliek maakt Weyher deel uit van het land Rijnland-Palts.
Als bijzondere anekdote kan men aanhalen dat Weyher het oudste, samenhangende klokkenspel van de Palts heeft.
In 1794 werden de klokken door inwoners uit de handen van het Franse leger gered.
De klokken, die door de soldaten reeds uit de toren gehaald waren, stonden op wagens geladen om weggetransporteerd te worden en tot kanonnen omgesmolten te worden. 's Nacht haalden een aantal jonge dorpslui de klokken weg, en begroeven ze in de wijnbergen. De Fransen konden ze, ondanks represailles, niet vinden. Eerst in 1804 toen de Franse bezetting ten einde was, werden de klokken opgegraven en onder jubel van de bevolking weer op hun plaats gehangen.
Weyher is een wijndorp. De wijnbouw wordt er reeds in oorkonden uit de jaren 800 vermeld. Vermoedelijk werden de eerste wijnstokken reeds door de Romeinen in de jaren 100-350 meegebracht en aangebouwd.

## Wapen[2]
Het wapen van de gemeente is een in zilver en blauw gedeeld schild,
bovenaan een groene linde met wortels,
onderaan een zilveren grensteken ('Gemarkungszeichen') in de vorm van twee op elkaar gestoken stijgende pijlpunten“.
Het wapen werd in 1902 door de beierse prinsregent Luitpold
goedgekeurd en berust op een zegel uit 1726.
De kleuren zilver blauw herinneren aan de tijd dat het dorp deel uitmaakte van
prinsbisdom Speyer.

## Statistische gegevens
(Stand: 31.12.2003 - Bron: Statistisches Landesamt Rheinland-Pfalz)

Totale oppervlakte: 5,16 km² waarvan
| Landbouw             | 18,4% |
| Bos                  | 73,7% |
| Water                | 0,3%  |
| Bebouwing en straten | 7,5%  |
| Overig               | 0,1%  |